# Porto Miggiano
Porto Miggiano is een plaats (frazione) in de Italiaanse gemeente Santa Cesarea Terme.